# Theophilos
Theophilos (Tiếng Hy Lạp: Θεὀφιλος) là một vị vua Ấn-Hy Lạp nhỏ cai trị trong một thời gian ngắn ở Paropamisadae. Ông đã có thể là một người họ hàng của Zoilos I và chỉ được biết đến từ tiền xu. Có thể là một số tiền xu Theophilos trong thực tế lại thuộc về các vị vua khác ở Bactria, trong cùng khoảng thời gian.

## Thời gian cai trị
Trong khi Bopearachchi cho rằng ông cai trị vào khoảng năm 90 TCN, R.C. Senior tin rằng Theophilos cai trị vào khoảng năm 130 TCN. Tuy nhiên Cả hai nhà nghiên cứu tiền đều cho rằng triều đại của Theophilos và Nicias là gần nhau.

## Tiền của Theophilos
Cũng giống như Zoilos I, Theophilos đúc những đồng tiền Ấn Độ với hình Herakles, một biểu tượng chung của dòng họ Euthydemus I, và danh hiệu Dikaios/Dhramikasa "Người công bằng / Người ủng hộ của Dharma". Các chữ lồng chủ yếu là giống như của Nicias. Các tiền đồng có chữ khắc tương tự.
Tiền đồng của Theophilos:

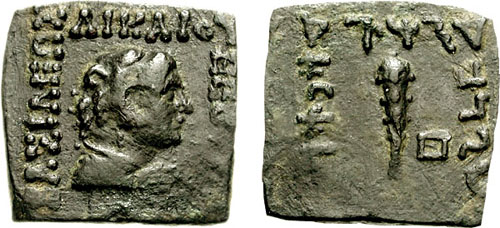
Hình bán thân của Herakles, sừng dê kết hoa quả (tượng trưng cho sự phong phú) ở mặt phía sau.

## Một vị vua Bactria cũng tên là Theophilos
Tuy nhiên, có loại đồng xu theo phong cách Attic hoàn toàn khác, và rất hiếm hoi của một vua Theophilos. Nó được tìm thấy ở Bactria, ở mặt sau của những đồng xu này có hình nữ thần Athena đang ngồi cùng với Nike, một tước hiệu Autokrator "vua chuyên quyền", và một chữ lồng rời. Mặc dù điều này không phải là quá phổ biến trên các đồng tiền Ấn-Hy Lạp, những đồng tiền của Theophilos nói chung được chấp nhận là thuộc về một vị vua duy nhất. Bopearachchi đã ủng hộ đề xuất này bằng cách chỉ ở sự giống nhau giữa các bức chân dung và điều giống nhau của hai chiếc vương miện (một đầu thẳng, một đầu cong).
Chống lại điều này, Jakobsson lập luận rằng những đồng tiền xu được các vị vua Ấn-Hy Lạp cho đúc này sau đó đã được du nhập vào Bactria thì vốn tương tự như những đồng tiền được ban hành chính thức của các vi vua Ấn Độ". Do đó, các đồng tiền của Theophilos Autokrator này không được du nhập như vậy, nó phải thuộc về một vị vua người Bactria. Jakobsson giả thuyết rằng Theophilos Autokrator là một hoàng thân người Bactria, ông ta đã cai trị một thời gian ngắn ở một phần lãnh thổ của Bactria, sau khi vương quốc Hy Lạp bị những người du mục đánh bại, có lẽ vào giai đoạn khoảng năm 120 TCN.